# Protaetia lugubrides
Protaetia lugubrides är en skalbaggsart som beskrevs av Paul Norbert Schürhoff 1933. Protaetia lugubrides ingår i släktet Protaetia och familjen Cetoniidae. Inga underarter finns listade i Catalogue of Life.